# Geli Raubalová
Angela Marie „Geli“ Raubalová (4. června 1908 Linec – 18. září 1931 Mnichov) byla Hitlerova neteř. Hitler ji měl velmi rád a její smrt těžce nesl.
Byla druhým dítětem a nejstarší dcerou Leo Raubala a Hitlerovy nevlastní sestry Angely Raubalové. Hitler se s ní stýkal od roku 1928, kdy mu její matka začala vést domácnost. Geli se v letech 1929–1931 se svým čím dál více slavným strýcem ráda ukazovala ve společnosti, těžce však snášela jeho majetnické chování. Hitler nepřál jejímu vztahu se svým řidičem Emilem Mauricem a bránil jí navazovat vztahy i s jinými muži. Nechtěl také, aby se Geli přestěhovala za studiem do Vídně. V září 1931 spáchala Raubalová sebevraždu, spekuluje se o incestním vztahu s Hitlerem. Její zastřelení Hitlera zdrtilo a přikázal její pokoj v Obersalzbergu zachovat v takovém stavu, v jakém byl při jejím posledním pobytu, Gelina fotografie později visela v jeho berlínském i mnichovském sídle.